# Чоловіки за роботою
Чоловіки за роботою (англ. Men at Work) — фільм

## Сюжет
Два сміттяра, для яких закон і начальники просто тьху, займаються в основному тим, що шукають собі неприємності, супроводжуючи пошук жартами, розіграшами та примовками. Але веселе життя закінчується, коли вони знаходять труп місцевого політика. Адже вони розуміють, що їх перших запідозрять у вбивстві. І ось сміттярі намагаються врятувати свої шкури, а за ними ганяються поліція й справжні вбивці.

## В ролях
- Чарлі Шин в ролі Карла Тейлора
- Еміліо Естевез
- Леслі Хоуп
- Кейт Девід
- Дін Камерон
- Джон Гец
- Джефрі Блейк
- Сю Річардсон
- Камерон Дай
- Хавк Волінський
- Джон Лавачіеллі